# Jeanne Crain

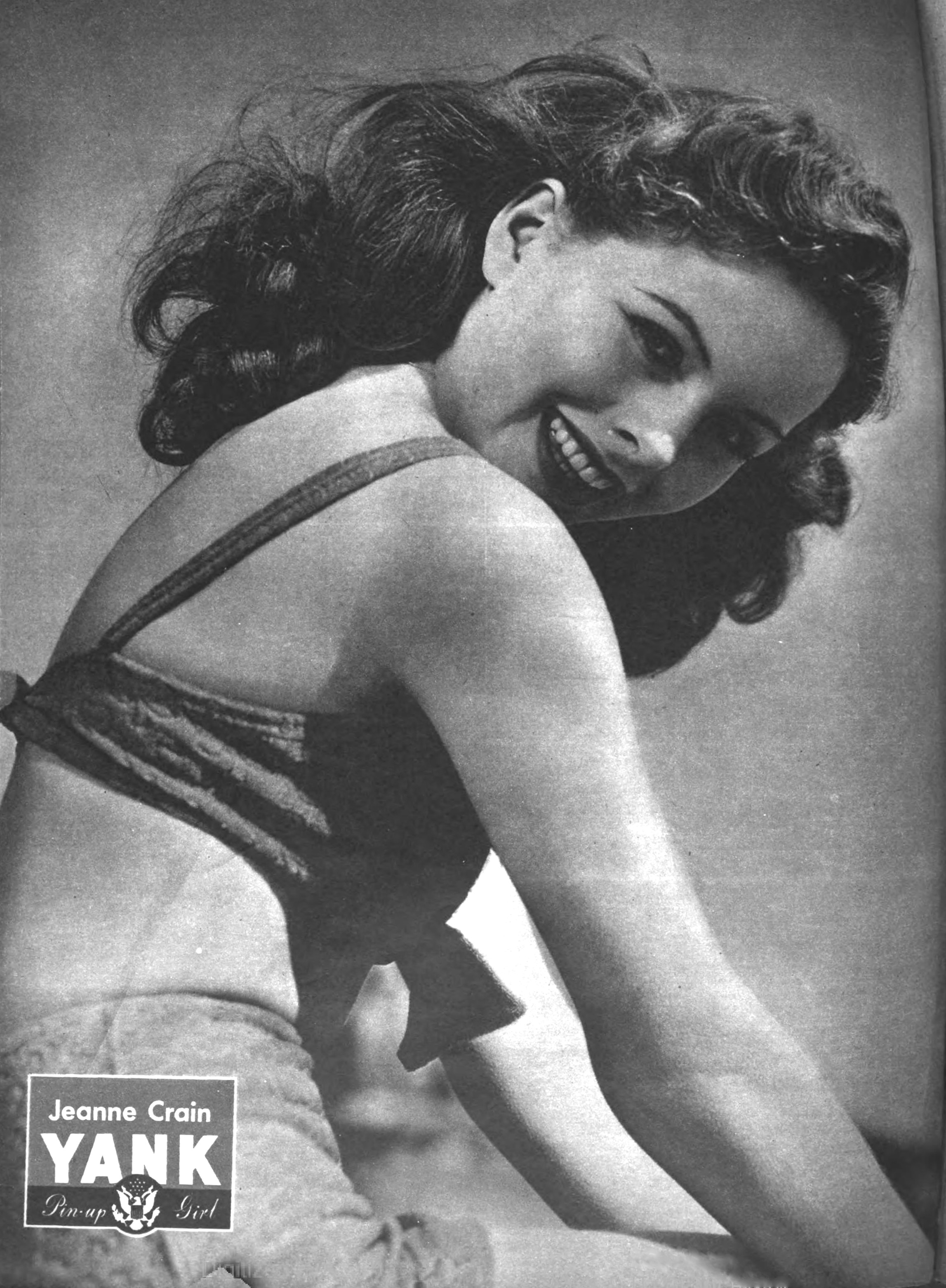
Jeanne Crain en 1945

Jeanne Crain est une actrice américaine, née le 25 mai 1925 à Barstow (Californie) et morte le 14 décembre 2003 à Santa Barbara (Californie).

## Biographie

### Enfance et jeunesse
Jeanne Crain naît en 1925 à Barstow, petite ville californienne dans le Désert des Mojaves. Son père, George Crain, professeur de lycée, et sa mère Loretta Carr, sont tous deux Irlandais catholiques. Sa sœur Rita naît en 1927. Les parents encouragent leurs timides filles à lire, à s’intéresser aux arts et à développer leur foi : Jeanne Crain dit qu'à la fin de son adolescence, elle voulait devenir nonne. Après le divorce de ses parents en 1934, Jeanne et sa sœur déménagent avec leur mère à Los Angeles.
Excellente patineuse sur glace, elle attire l'attention sur elle lorsqu'elle est couronnée Miss Pan Pacific à l'Auditorium Pan-Pacific de Los Angeles. Elle remporte plusieurs concours de beauté dont Miss Long Beach 1941, et Miss Californie 1941 : à ce titre, elle est candidate au concours de Miss America. En 1942, elle entre à l'Université de Californie à Los Angeles. Très bonne élève, elle étudie les arts et le théâtre. Elle pose comme mannequin et fait la couverture de magazines comme Ladies' Home Journal, True Romance, Coronet ainsi que pour Pic, une revue pour soldats. Élue Miss Photo 1942 (Camera Girl of 1942), sa photographie paraît à grande échelle dans la presse de Los Angeles.

### Débuts au cinéma
En décembre 1942, Irving Kahn, un découvreur de talents des studios 20th Century Fox, lui propose de tourner un bout d'essai. Deux mois plus tard, Jeanne Crain signe un contrat qui lui garantit un salaire de cent dollars par semaine. Elle a dix-huit ans. Après une première apparition non mentionnée au générique du film Banana Split, la jeune femme tourne Le Jockey de l'amour : son jeu est descendu en flammes par la critique mais elle a réussi à se faire connaître de tout le pays. Le producteur de cinéma Darryl Zanuck la prend alors en main et l'impose comme un des principaux espoirs du studio Fox : elle commence par décrocher le rôle principal dans un film musical en préparation, L'Extravagante Miss Pilgrim, mais le rôle échoit finalement à Betty Grable, grande star de l'époque. C'est en interprétant une femme d'aviateur dans Winged Victory en 1944 que Jeanne Crain obtient les premières éloges des critiques : l’un d'eux la décrit comme « une jolie brune avec une attirante aura de modestie » .

### Le succès
Si elle est encore en retrait dans le film Péché mortel - qui vaut à l'actrice principale Gene Tierney son unique citation à l'Oscar - Jeanne Crain remporte de grands succès personnels et commerciaux grâce à des films musicaux tournés en technicolor dans lesquels elle a le rôle principal : La Foire aux illusions (State Fair), dans lequel elle est une fille de ferme qui tombe amoureuse du reporter Dana Andrews lors d'une foire, et le film Margie (qui rapporte 4,1 millions de dollars à la Fox), où elle interprète une étudiante de province des années vingt amoureuse de son professeur de français. Ces deux films donnent à la jeune actrice aux yeux verts d'1,63 mètre - qui a alors vingt ans - le statut de star importante de la 20th Century Fox. Pour les parties chantées, sa voix est doublée par Louanne Hogan ; dans Margie, en revanche, Jeanne Crain réalise elle-même les scènes de patinage. 
Elle croise très tôt le chemin des grands réalisateurs George Cukor et Otto Preminger qui la dirigent à plusieurs reprises : ce dernier la fait tourner dans L'Éventail de Lady Windermere en 1949, adaptation une pièce de théâtre d'Oscar Wilde. Elle traite d'égale à égale avec ses rivales Linda Darnell et Ann Sothern, stars confirmées, dans Chaînes conjugales, une comédie (cruelle) de Joseph L. Mankiewicz. 
L'actrice est au faîte de la gloire : le 17 octobre 1949, elle laisse ses empreintes de mains dans le ciment du parvis du Grauman's Chinese Theatre de Hollywood. À la fin des années 1940 et au début des années 1950, elle est surnommée « La fêtarde numéro un d'Hollywood » : selon ses dires, elle était alors invitée à un minimum de 200 réceptions et soirées par an.
En 1949, elle incarne une métisse qui se fait passer pour une blanche dans L'Héritage de la chair (Pinky) d'Elia Kazan. Le film provoque la controverse dans une Amérique ségrégationniste où l'on évite d'aborder pareil sujet : il est interdit dans la ville de Marshall (Texas), mais il vaut à Jeanne Crain la reconnaissance de la profession avec une nomination aux Oscars, et une grande publicité résultant de la controverse. Dès lors une voie royale s'ouvre à elle : le réalisateur Mankiewicz la dirige une seconde fois dans le sombre On murmure dans la ville : elle y joue un rôle à contre-emploi (une future mère célibataire en détresse) face à Cary Grant ; elle partage la vedette d'un sketch de La Sarabande des pantins avec Farley Granger avant de remporter un de ses plus grands succès grâce à la comédie familiale Treize à la douzaine. 
Au sommet de sa popularité, Jeanne Crain s'illustre dans le western de 1955, L'Homme qui n'a pas d'étoile de King Vidor face à Kirk Douglas, ainsi que dans la comédie Les hommes épousent les brunes, un film tourné à Paris et dans lequel elle montre ses talents de danseuse au côté de sa partenaire Jane Russell. Alors qu'elle tourne un autre western (La Première Balle tue avec Glenn Ford), qu'elle a pour partenaires Alan Ladd et Frank Sinatra (le drame Le Pantin brisé), l'actrice commence à travailler aussi pour la télévision dès 1956.

### Fin de carrière
À Hollywood, le vent est en train de tourner ; les années 1960 constituent le plus grand bouleversement du cinéma depuis le passage du muet au parlant : le système des studios prend fin, le code Hays est aboli, et à l'instar de la France avec la Nouvelle Vague, deux générations sont balayées par les plus jeunes. Dans l'espoir de donner un nouvel élan à sa carrière, Jeanne Crain se teint les cheveux en roux pour paraître plus sensuelle et faire oublier son image de douce jeune fille. Elle tourne quelques films où elle campe des femmes de caractère et plus charnelles, mais ces films ne rencontrent pas le succès d'autrefois. Dès 1961, avec une poignée d'autres vedettes féminines de Hollywood, elle s'expatrie en Italie. Elle joue successivement dans deux péplums : le rôle-titre de Néfertiti, reine du Nil entre les acteurs Edmund Purdom et Vincent Price ; Ponce Pilate avec Jean Marais et Basil Rathbone, ainsi que dans une épopée adaptée d'un roman de Henryk Sienkiewicz : Par le fer et par le feu, avec Pierre Brice et Akim Tamiroff. En Amérique, elle travaille sous la direction de John Brahm en 1967, mais en 1972, Jeanne Crain n'a plus qu'un rôle de complément dans Alerte à la Bombe, son dernier film, derrière les vedettes Charlton Heston et Yvette Mimieux.
Elle ne tourne plus au cinéma mais devient, dans les années 1970 et 1980, une femme d'affaires prospère grâce à la ligne de vêtements qu'elle crée : Jeanne Crain of Hollywood.

### Vie privée
Le 31 décembre 1945, contre l'avis de sa mère, Jeanne Crain s'enfuit pour épouser, à l'âge de vingt ans, Paul Brinkman, un ancien acteur éphémère (son nom de scène est Paul Brooks ; il devient un homme d’affaires prospère dans la production de missiles). Entre 1947 et 1965, ils ont sept enfants (quatre fils et trois filles). Le couple fait la une des journaux, en 1956, lorsqu'un procès en divorce les oppose. Le public apprend alors l'adultère et les exigences sexuelles de Brinkman. La loi imposait un délai d'un an avant la rupture définitive, durant lequel le couple s'est réconcilié. Jeanne Crain et son époux restent mariés mais vivent séparément à partir de 1978 jusqu'à la mort de Paul Brinkman en octobre 2003. Deux mois plus tard, Jeanne Crain le rejoint, emportée par une crise cardiaque à 78 ans. De son vivant, elle avait perdu deux de ses fils : Michael en 1992, mort d'une overdose d'alcool, et Christopher en 1997, mort d'une overdose d’héroïne.
Jeanne Crain est l'une des rares actrices à ne pas avoir son étoile sur le Hollywood Walk of Fame (parmi les autres acteurs et actrices figurent : Jean Simmons, Sean Connery, Clint Eastwood, Warren Beatty, etc.)

## Filmographie

### Cinéma
(liste exhaustive)
- 1943 : Banana Split (The Gang's All Here) de Busby Berkeley
- 1944 : Le Jockey de l'amour (Home in Indiana) de Henry Hathaway
- 1944 : In the Meantime, Darling de Otto Preminger
- 1944 : La Victoire des ailes (Winged Victory) de George Cukor
- 1945 : Péché mortel (Leave Her to Heaven) de John M. Stahl avec Gene Tierney et Cornel Wilde
- 1945 : La Foire aux illusions (State Fair) de Walter Lang avec Dana Andrews
- 1946 : Quadrille d'amour (Centennial Summer) de Otto Preminger avec Linda Darnell
- 1946 : Margie d'Henry King
- 1948 : Choisie entre toutes [9] (You Were Meant for Me) de Lloyd Bacon
- 1948 : L'Amour sous les toits (Apartment for Peggy) de George Seaton
- 1949 : Chaînes conjugales (A letter to three wives) de Joseph L. Mankiewicz avec Linda Darnell et Kirk Douglas
- 1949 : L'Éventail de Lady Windermere (The Fan ou Lady Windermere's Fan) d'Otto Preminger
- 1949 : L'Héritage de la chair [10](Pinky) de Elia Kazan
- 1950 : Parade du rythme (I'll get by) de Richard Sale (dans son propre rôle, en caméo)
- 1950 : Treize à la douzaine (Cheaper by the Dozen) de Walter Lang
- 1951 : Le Temps des cerises [11] (Take Care of My Little Girl) de Jean Negulesco
- 1951 : On murmure dans la ville (People Will Talk) de Joseph L. Mankiewicz
- 1951 : Agence Cupidon (The Model and the Marriage Broker) de George Cukor
- 1952 : Six filles cherchent un mari (Belles on Their Toes) de Henry Levin (suite de ''Treize à la douzaine)
- 1952 : La Sarabande des pantins (O. Henry's Full House) (film de cinq sketches) de Henry King
- 1953 : Meurtre à bord (Dangerous Crossing) de Joseph M. Newman
- 1953 : Le crime était signé[12] (Vicki) de Harry Horner
- 1953 : La Cité des tueurs (City of Bad Men) de Harmon Jones
- 1954 : Duel dans la jungle (Duel in the Jungle) de George Marshall
- 1955 : L'Homme qui n'a pas d'étoile (Man Without a Star) de King Vidor
- 1955 : Les hommes épousent les brunes (Gentlemen marry brunettes) de Richard Sale
- 1955 : Grève d'amour[13](The Second Greatest Sex) de George Marshall
- 1956 : La Première Balle tue (The Fastest Gun Alive) de Russell Rouse
- 1957 : La Robe déchirée (The Tattered Dress) de Jack Arnold
- 1957 : Le Pantin brisé (The Joker Is Wild) de Charles Vidor
- 1960 : Tonnerre sur Timberland (Guns of the Timberland) de Robert D. Webb
- 1961 : Twenty Plus Two de Joseph M. Newman
- 1961 : Nefertiti, reine du Nil (Nefertiti, regina del Nilo) de Fernando Cerchio
- 1962 : Madison Avenue (en) de H. Bruce Humberstone
- 1962 : Ponce Pilate  (Ponzio Pilato) de Gian Paolo Callegari et Irving Rapper
- 1962 : Par le fer et par le feu (Col ferro e col fuoco) de Fernando Cerchio
- 1967 : Terreur au kilomètre (Hot Rods to Hell) de John Brahm
- 1972 : The Night God Screamed de Lee Madden
- 1972 : Alerte à la Bombe (Skyjacked) de John Guillermin

### Télévision
- 1956 : The Ford Television Theatre (en) (1 épisode) : Joyce Randall
- 1958 : Playhouse 90 de Franklin J. Schaffner avec Robert Ryan, Rod Taylor (saison 2, épisode 40 : The Great Gatsby) : Daisy Buchanan
- 1958 : Schlitz Playhouse of Stars (1 épisode) : Ruth Elliot
- 1959 : Meet Me in St. Louis de George Schaefer avec Tab Hunter, Myrna Loy, Walter Pidgeon (téléfilm) : Rose Smith
- 1959 : Goodyear Theatre (1 épisode) : Lila Babrek Barnes
- 1959 : Riverboat (1 épisode : Escape to Memphis avec Darren McGavin, Burt Reynolds : : Laura Sutton
- 1962 : ? (épisode The Other Woman avec Lloyd Bochner, Cliff Robertson
- 1964 : L'Homme à la Rolls (Burke's Law) (1 épisode)
- 1965 : L'Homme à la Rolls (Burke's Law) (2 épisodes)
- 1968 : The Danny Thomas Hour (1 épisode) : Frances Merrill
- 1968 : Les Règles du jeu (The Name of the Game) (1 épisode) : Mrs. McKendricks
- 1972 : Owen Marshall: Counselor at Law (1 épisode) : Lily MacMurdy

## Voix Chantées
Dans les quelques films musicaux où elle a jouer, Jeanne Crain a été doublée pour le chant.
- 1955 : Les hommes épousent les brunes : Anita Ellis
- 1955 : Grève d'amour : Doreen Tryden

## Voix Françaises
Certaines voix n'ont pas encore été identifiées.
- Nelly Benedetti dans :
  - 1949 : Chaînes conjugales
  - 1955 : Les hommes épousent les brunes (voix parlée)

- Sylvie Deniau dans :
  - 1950 : Treize à la douzaine
  - 1951 : On murmure dans la ville

- Renée Simonot dans :
  - 1955 : L'Homme qui n'a pas d'étoile
  - 1962 : Ponce Pilate

Et aussi
- 1956 : La première balle tue : Nadine Alari
- 1961 : Néfertiti, reine du Nil : Janine Freson
- 1962 : Par le fer et par le feu : Jany Clair
- 1972 : Alerte à la bombe : Monique Mélinand

## Sources
sites Internet
- (fr) Petite encyclopédie du cinéma
- (en) American National Biography
- (en) Rubrique nécrologique de Jeanne Crain